# Алгоритмічна теорія чисел
Алгоритмічна теорія чисел — обчислювальні методи для дослідження та розв'язування задач теорії чисел та арифметичної геометрії, включаючи алгоритми перевірки на простоту та розкладання на множники, пошуку розв'язків діофантових рівнянь, і явні методи в арифметичній геометрії.  Обчислювальна теорія чисел має застосування в криптографії: включаючи RSA, криптографію на еліптичних кривих та постквантову криптографію.
Також використовується для дослідження гіпотез і відкритих проблем у теорії чисел: включаючи гіпотезу Рімана, гіпотезу Берча і Свіннертона-Даєра, гіпотезу ABC, гіпотезу модульності, гіпотезу Сато — Тейта і явні аспекти програми Ленглендса.

## Програмні пакети
- Система комп'ютерної алгебри Magma
- SageMath
- Бібліотека теорії чисел (NTL)
- PARI/GP
- Швидка бібліотека теорії чисел (FLINT)